# Nic - Unic
Nic - Unic è il 24º album in studio di Patty Pravo, pubblicato su etichetta Pravitia/Sony Music nel maggio 2004.

## Descrizione
Esce nei primi giorni di aprile 2004, anticipato dal singolo Che uomo sei; inizialmente l'album si sarebbe dovuto chiamare Orient Express (il singolo di punta), ma poi si cambia obiettivo.
Qualcuno ha pensato che l'artista non fosse più capace di sorprendere, ma si sbagliò; nel disco, infatti, appare una "diversa" Nicoletta: autrice, musicista, interprete e coordinatrice del progetto (otto brani su dieci portano la sua firma).
Si presenta come un album all'avanguardia, complesso e poco affine al pop più facile.
In Tristezza moderna interviene il gruppo Bandabardò (brano escluso dall'album Oltre l'Eden..., del 1989).

## Tracce
1. Che uomo sei - 4:03 (Nicoletta Strambelli - Clementi - David Gionfriddo - Gianni Podda)
2. Hey you - 3:21 (Edoardo Massimi - Nicoletta Strambelli - David Gionfriddo)
3. Caldo - 3:45 (Edoardo Massimi - Nicoletta Strambelli - Procaccini - Del Bene)
4. Tender chiara - 3:55 (Nicoletta Strambelli - Claudia Cotti Zelati - David Gionfriddo)
5. Candele - 4:10 (Marco Luberti - David Gionfriddo)
6. Orient Express - 3:25 (Nicoletta Strambelli - Clementi - Edoardo Massimi)
7. Siamo sicuri che... - 3:46 (Nicoletta Strambelli - Clementi)
8. Tristezza moderna (feat Bandabardò) - 3:01 (Nicoletta Strambelli - Braido)
9. Fiaba - 4:03 (Edoardo Massimi - Nicoletta Strambelli - David Gionfriddo)
10. Love Letters - 3:19 (V. Young - E. Heyman)

## Formazione
- Patty Pravo – voce
- Clemente Ferrari – basso, programmazione, chitarra elettrica, clavinet
- Phil Palmer – chitarra acustica
- David Gionfriddo – tastiera, cori, programmazione
- Roberto Procaccini – tastiera, vocoder, sintetizzatore, Fender Rhodes, pianoforte, percussioni
- Carlo Cantini – tastiera
- Mario Guarini – basso, contrabbasso
- Cristiano Micalizzi – batteria
- Edoardo Massimi – chitarra elettrica
- Adriano Viterbini – chitarra elettrica
- Marco De Leonardi – chitarra elettrica
- Marco Del Bene – chitarra
- Alessandro Canini – batteria
- Finaz – chitarra
- Lorenzo Feliciati – basso
- Enrico Greppi – voce, chitarra ritmica
- Stefano Baldasseroni – batteria
- Lorenzo Capelli – pianoforte
- Nuto – batteria
- Gianluca Vaccaro – tastiera, programmazione, sintetizzatore
- Don Backy – contrabbasso
- Mick Feat – contrabbasso, cori
- Laura Canulla, Stefania Peterlini, Anna Chiara Zincone, Barbara Ottaviani – cori

## Critica
L'album spiazza i fan più tradizionalisti e la critica si divide: viene più apprezzato dal pubblico giovanile.